# Алтевер (Гогевен)
Алтевер (нід. Alteveer, нід. вимова: [ˈɑl.təˌveːr]) — селище в нідерландській провінції Дренте. Входить до муніципалітету Гогевен. Його населення станом на 2021 рік складало 163 осіб.